# توبي نايت
توبي نايت (بالإنجليزية: Toby Knight)‏ مواليد 3 مايو 1955 في ذا برونكس، هو لاعب كرة سلة أمريكي معتزل. تم اختياره من قبل فريق نيويورك نيكس خلال الدرافت. حمل الرقم 43. يبلغ طوله 6 قدم 9 بوصة (2.1 م). أحرز خلال مسيرته في الإن بي إيه 3640 نقطة بمعدل 12.9 نقطة في المباراة الواحدة.

## روابط خارجية
- توبي نايت على موقع إن بي أي (الإنجليزية)
- توبي نايت على موقع سبورتس رفرنس (الإنجليزية)
- توبي نايت على موقع كلية كرة السلة في سبورتس رفرنس.كوم (الإنجليزية)
- توبي نايت على موقع ريلجم (الإنجليزية)
- توبي نايت على موقع بروبوليرز (الإنجليزية)